# Gmina Deszczno
Die Gmina Deszczno ist eine Landgemeinde im Powiat Gorzowski der Woiwodschaft Lebus in Polen. Ihr Sitz ist das gleichnamige Dorf (deutsch Dechsel) mit etwa 1200 Einwohnern.

## Geographie
Die Gemeinde grenzt im Norden an die kreisfreie Großstadt Gorzów Wielkopolski, die Sitz des Woiwoden und des Powiats ist. Sie liegt in der Neumark im oberen Warthebruch. Im Südosten grenzt sie an die Gemeinde der Stadt Skwierzyna (Schwerin an der Warthe).

## Gliederung
Zur Landgemeinde (gmina wiejska) Deszczno gehören folgende Dörfer mit Schulzenämtern:
- Białobłocie (Bürgerbruch)
- Bolemin (Blockwinkel)
- Borek (Borkow)
- Brzozowiec (Berkenwerder)
- Ciecierzyce (Czettritz)
- Deszczno (Dechsel)
- Dziersławice (Hagen)
- Dzierżów (Derschau)
- Glinik (Altensorge)
- Karnin (Kernein)
- Kiełpin (Reitzenstein)
- Koszęcin (Karolinenhof)
- Krasowiec (Schönewald)
- Łagodzin (Egloffstein)
- Maszewo (Massow)
- Niwica (Gürgenaue)
- Orzelec (Kattenhorst)
- Osiedle Poznańskie (Bürgerwiesen)
- Płonica (Plonitz)
- Prądocin (Rodenthal)
- Ulim (Eulam)

Kleinere Ortschaften sind:
- Ciecierzyce Mały (Klein Czettritz)
- Deszczenko (Dechseler Wiesen)
- Gubiniec (Karlsthal)
- Kłodno (Meyershof)
- Kołomet (Liebenthal)
- Maszkowice (Maskenaue)
- Miłomin (Jakobsfelde)
- Opieczki (Altenhof)
- Pakoszewo (Räuberberge)
- Prądocin (Rodenthal)
- Stężyca (Leopoldsfahrt)
- Suć (Rabennest)
- Szamarzewice (Altona)
- Targoszew (Sechsloser)
- Tarnokierz (Kleeblatt)
- Ulimek (Eulamer Bruch)

## Persönlichkeiten
- Eduard von Waldow und Reitzenstein (1796–1873), Rittergutsbesitzer, Politiker und Mitglied des Preußischen Herrenhauses; geboren und gestorben auf Gut Reitzenstein.